# Jean Toth (1931-1997)
Ne doit pas être confondu avec Jean Toth (1900-1967).
Tóth Janos ou Jean Tóth, né le 23 avril 1931 à Dunavecse en Hongrie et mort le 1er décembre 1997 à Quimperlé,, est un peintre français d'origine hongroise.

## Biographie
Toth Janos est né à Dunavecse, un village sur le Danube, au sud de Budapest, il part en 1956 pour la France où il s'installe à Mulhouse. Là il fabrique des maquettes d'impression pour une usine de textiles. En 1958, Toth Janos réussit le concours d'entrée à l'École nationale supérieure des arts décoratifs. Il est alors naturalisé français, prend le nom de Jean Toth, et devient membre de La Maison des artistes. Pendant 32 ans, il travaille dans les arts décoratifs, créant des dessins pour la mode et les textiles, mais il peint également, participant régulièrement à des expositions comme le Salon d'Automne, le Salon des Artistes Français, etc.
Après un voyage à Douarnenez, Jean Toth décide de s'installer dans cette ville. Il se consacre désormais à la peinture et réalise des expositions locales (Brest, Saint-Pol-de-Léon, Pont-l'Abbé). Son style peut être rapproché de celui du Douanier Rousseau.
Il meurt brutalement en 1997, d'une crise cardiaque dans le TGV vers Paris alors qu'il se rendait aux États-Unis pour une exposition qui lui était consacrée en Floride. 
Peu de temps après sa disparition, ses amis décident la création de l'Association des Amis de Jean Toth pour la mise en valeur de son travail et organiser expositions et conférences autour de son œuvre, association dissoute en 2015. La ville de Douarnenez lui rend hommage en inaugurant une rue Jean Toth, le 11 septembre 2000.